# Hamlet (videojoc)
Hamlet or The Last Game Without MMORPG Features, Shaders and Product Placement és un indie guardonat d'aventures gràfiques basat en William Shakespeare Hamlet. Va ser desenvolupat pel desenvolupador de jocs indie mif2000.